# Quân chủng Hải quân, Quân đội nhân dân Việt Nam
Quân chủng Hải quân, hay còn gọi là Hải quân nhân dân Việt Nam, là một quân chủng của Quân đội nhân dân Việt Nam.
Hải quân nhân dân Việt Nam có 6 đơn vị: Tàu mặt nước, Hải quân đánh bộ, Tên lửa-Pháo bờ biển, Không quân Hải quân, Tàu ngầm, Đặc công Hải quân,... ngoài ra còn có các đơn vị bảo đảm, phục vụ như Thông tin, Rađa, Tác chiến điện tử, Công binh, Hóa học. Quân chủng bao gồm các cấp đơn vị: hải đội, hải đoàn, binh đoàn Hải quân đánh bộ, binh đoàn tàu mặt nước, binh đoàn tàu ngầm, binh đoàn không quân, tên lửa bờ và các binh đoàn bộ đội chuyên môn, các đơn vị kỹ thuật, hậu cần....
| Lãnh đạo Quân chủng Hải quân Nhân dân Việt Nam \| Tư lệnh Chính ủy Phó Tư lệnh kiêm Tham mưu trưởng Phó Tư lệnh Phó Chính ủy \| Phó Đô đốc Trần Thanh Nghiêm Thiếu tướng Nguyễn An Phong Chuẩn Đô đốc Nguyễn Văn Bách Chuẩn đô đốc Phạm Như Xuân Chuẩn đô đốc Phạm Minh Tuấn Chuẩn đô đốc Đỗ Quốc Ân Chuẩn đô đốc Lê Bá Quân Chuẩn đô đốc Đỗ Văn Yên \| | |
| Tư lệnh Chính ủy Phó Tư lệnh kiêm Tham mưu trưởng Phó Tư lệnh Phó Chính ủy | Phó Đô đốc Trần Thanh Nghiêm Thiếu tướng Nguyễn An Phong Chuẩn Đô đốc Nguyễn Văn Bách Chuẩn đô đốc Phạm Như Xuân Chuẩn đô đốc Phạm Minh Tuấn Chuẩn đô đốc Đỗ Quốc Ân Chuẩn đô đốc Lê Bá Quân Chuẩn đô đốc Đỗ Văn Yên |

## Lịch sử

### Những bước sơ khai
Ngay sau khi Cách mạng tháng 8 thành công, chính quyền Việt Minh tại nhiều tỉnh ven biển đã tổ chức các đội dân quân bảo vệ bờ biển. Nhiều chi đội Vệ quốc quân được điều về chốt giữ trên những địa bàn xung yếu. Các đơn vị sự này, tùy theo địa phương, mang tên gọi "Thủy quân" hoặc "Hải quân", với biên chế không đồng đều, trang bị cũng không thống nhất, đều chịu sự chỉ huy trực tiếp của các chỉ huy quân sự địa phương. Như tại Đà Nẵng, có tổ chức thủy quân miền Nam Trung Bộ, lực lượng gồm khoảng 400 người. Tại Hải Phòng, Bộ Tư lệnh khu Duyên Hải tổ chức Ủy ban Hải quân Việt Nam, với lực lượng chiến đấu được tổ chức thành Đại đội Ký Con với quân số gần 200 người, phương tiện hoạt động gồm một tàu nhỏ mang tên Bạch Đằng và 3 ca nô có nhiệm vụ hoạt động ở cửa biển Hải Phòng và vùng ven biển Đông Bắc. Từ đầu tháng 9 năm 1945 đến giữa tháng 5 năm 1946, các đơn vị thủy quân địa phương này tổ chức đánh nhiều trận gây thiệt hại cho quân Pháp trong quá trình tìm cách tái chiếm Đông Dương. Nhiều đơn vị đã hoạt động cho đến Chiến tranh Đông Dương kết thúc.
Sau khi nước Việt Nam Dân chủ Cộng hòa được thành lập, ngày 22 tháng 5 năm 1946, Chủ tịch Hồ Chí Minh ký Sắc lệnh số 71/SL về Quân đội Quốc gia Việt Nam, chính thức thống nhất và chính quy hóa lực lượng quân sự quốc gia. Đến ngày 19 tháng 7 năm 1946, Quyền Chủ tịch nước Việt Nam Dân chủ Cộng hòa Huỳnh Thúc Kháng ra Quyết định số 125/QĐ thành lập trong Quân đội Quốc gia Việt Nam ngành Hải quân Việt Nam, đặt dưới quyền Bộ Quốc phòng về phương diện quản trị và Quân sự Ủy viên hội về phương diện điều khiển. Ngày 10 tháng 9 năm 1946, Chủ tịch Quân sự Ủy viên hội Võ Nguyên Giáp ra Nghị định số 103/NĐ thành lập "Cơ quan Hải quân" (sau gọi là Hải đoàn bộ), do một Hải đoàn trưởng điều khiển trực thuộc Bộ Tổng Tham mưu. Nhiệm vụ của Hải đoàn bộ là tổ chức thủy đội tuần tiễu và phỏng thủ duyên hải, tập trung các nhân viên, bộ đội thủy quân đã có trong Quân đội Quốc gia Việt Nam và tuyển lựa cựu thủy binh để thành lập ngay một tổ chức Hải quân. Tuy nhiên, do tình hình chiến sự lúc đó, các quyết định trên đều chưa có điều kiện thực hiện. Đến đầu năm 1947, xét thấy không thể duy trì lực lượng hải quân, Bộ Tổng Chỉ huy Quân đội Quốc gia Việt Nam đã quyết định cho tháo gỡ máy móc, vũ khí, thiết bị và đánh đắm tàu để không lọt vào tay quân Pháp.
Ngày 8 tháng 3 năm 1949, Bộ Tổng tư lệnh Quân đội quốc gia và Dân quân Việt Nam ra Nghị định số 604/QĐ, do Đại tướng Võ Nguyên Giáp ký, thành lập Ban Nghiên cứu Thủy quân thuộc Bộ Tổng tham mưu. Ông Nguyễn Văn Khương được cử làm Trưởng ban, ông Nguyễn Việt làm Chính trị viên và ông Trần Đình Vọng làm Phó ban. Cơ quan Ban Nghiên cứu Thủy quân đóng tại phố Giàn, bên bờ sông Chảy thuộc huyện Đoan Hùng tỉnh Phú Thọ.
Ban Nghiên cứu Thủy quân có 3 ban chuyên môn là: Hàng hải, Thông tin hàng hải, Điện cơ máy nổ và các bộ phận hành chính, quân sự, hậu cần. Nhiệm vụ của Ban Nghiên cứu Thủy quân là nghiên cứu phương án xây dựng và chiến đấu của lực lượng thủy quân, phù hợp với thực tiễn hiện tại (kháng chiến chống Pháp) và trong tương lai; tập hợp đội ngũ cán bộ, công nhân viên hải quân cũ (từng phục vụ trong chính quyền thuộc địa), tạo điều kiện xây dựng cơ sở ban đầu; tuyển mộ, huấn luyện đào tạo một đội ngũ thủy quân cách mạng, trẻ, có trình độ khoa học kỹ thuật hàng hải. Trước đó, khi nghe báo cáo và đề nghị thành lập Ban Nghiên cứu Thủy quân và mở lớp thủy quân của Bộ Tổng Tham mưu, Chủ tịch Hồ Chí Minh đã chỉ thị nhiệm vụ đầu tiên của Ban Nghiên cứu Thủy quân là huấn luyện xây dựng một đội du kích có khả năng hoạt động trên sông, rồi từ sông mới tiến ra biển khi có điều kiện.
Tháng 2 năm 1950, khóa học thủy quân đầu tiên được khai giảng, gồm 180 học viên được tuyển chọn từ các đơn vị bộ binh, dân quân du kích vùng ven biển Đông Bắc, một số là học sinh các trường trung học ở Bắc Ninh, Bắc Giang, Phú Thọ, Vĩnh Yên, tổ chức thành một tiểu đoàn huấn luyện, do ông Trần Lưu Thông làm Tiểu đoàn trưởng. Đội ngũ giáo viên khoảng 10 người, đều là các nhân sự từng là thủy binh trong Hải quân Pháp hoặc trong ngành hàng hải Pháp. Cả Ban Nghiên cứu Thủy quân và tiểu đoàn huấn luyện mang phiên hiệu chung là Đội sản xuất 71.
Chương trình huấn luyện thủy quân bấy giờ gồm quân sự, chính trị, chuyên môn, trong đó tập trung huấn luyện một số nội dung kỹ thuật, chiến thuật của bộ binh chiến đấu trong môi trường sông biển như bắn súng trên tàu thuyền, trên ca nô, tập bơi, lặn, tập chèo thuyền, chèo xuồng, tập động tác đổ bộ (từ bờ lên thuyền và từ thuyền nhảy xuống tiếp cận bờ triển khai đội hình chiến đấu), tập sử dụng hải đồ, xác định vị trí tàu trên biển bằng phương pháp quan sát, đo đạc các mục tiêu địa văn và theo kinh nghiệm của nhân dân (nhìn trăng, sao, xem thủy triều, hướng gió...), học cách sử dụng các phương tiện thông tin đơn giản (cờ, đèn...). Trong điều kiện chiến tranh, các học cụ đều rất thô sơ và ít có điều kiện thực hành.
Khoảng vào tháng 5 năm 1950, Bộ Tổng Tham mưu ra chỉ thị chọn khoảng 100 học viên của Ban Nghiên cứu Thủy quân, đưa sang đảo Nào Cháu (Điều Thuận), một hòn đảo nằm ở phía đông bán đảo Lôi Châu (Trung Quốc), bấy giờ dưới quyền quản lý chính phủ Cộng hòa nhân dân Trung Hoa, đồng minh thân cận với chính phủ Việt Nam Dân chủ Cộng hòa, để học tập nâng cao trình độ. Bộ phận khung ở lại, chiêu sinh khoảng 100 học viên để đào tạo thủy quân khóa 2. Ngày 10 tháng 8 năm 1950, Đội Thủy binh 71 được thành lập dưới sự chỉ đạo của Ban Nghiên cứu Thủy quân, đóng quân tại làng Cò, gần phố Giàn, huyện Đoan Hùng (Phú Thọ).
Đến giữa tháng 4 năm 1951, khi khóa II vừa kết thúc được ít ngày, và các học viên học ở Trung Quốc trở về, do yêu cầu góp phần duy trì chiến tranh du kích ở vùng Đông Bắc và châu thổ duyên hải Bắc Bộ, Bộ Quốc phòng quyết định giải thể Ban Nghiên cứu Thủy quân và Đội Thủy binh 71. Phần lớn học viên khóa I và một số học viên khóa II được chuyển ra các vùng Hòn Gai, Hải Ninh, Quảng Yên, góp phần đẩy mạnh chiến tranh du kích ở các địa bàn ven biển. Một bộ phận học viên chuyển về Đại đoàn Công pháo 351 và các đại đoàn bộ binh đang trong quá trình xây dựng. Bộ phận lực lượng còn lại về nhận công tác ở các liên khu, Bộ Tổng tư lệnh, hoặc đi học ở Trường Lục quân Trần Quốc Tuấn.

### Hình thành lực lượng Hải quân
Sau thắng lợi quyết định tại trận Điện Biên Phủ và Hiệp định Genève, 1954 được ký kết, để chuẩn bị cho việc tiếp quản miền Bắc Việt Nam, đầu tháng 8 năm 1954, Bộ Quốc phòng đã điều động 7 nhân sự trước đây từng ở Ban Nghiên cứu Thủy quân và Đội Thủy binh 71 về Cục tác chiến để thành lập bộ phận nghiên cứu lực lượng bảo vệ vùng biển. Tháng 1 năm 1955, thêm 4 cán bộ được bổ sung. Ông Nguyễn Bá Phát, nguyên Tham mưu trưởng Liên khu 5, Phó sư đoàn trưởng Sư đoàn 308 được giao nhiệm vụ trực tiếp phụ trách bộ phận này. Bộ phận được giao 3 nhiệm vụ chính: Thăm dò cơ sở để tổ chức lực lượng tự sản xuất phương tiện tàu, thuyền; Nghiên cứu địa hình và tình hình trên vùng ven biển miền Bắc để xác định kế hoạch bố trí lực lượng bảo vệ bờ biển; Xây dựng đề án tổ chức, xây dựng lực lượng phòng thủ bờ biển.
Sau khi kiểm soát hoàn toàn miền Bắc Việt Nam, ngày 26 tháng 4 năm 1955, Bộ Quốc phòng đã thành lập Trường Huấn luyện bờ biển để đào tạo nhân sự cho việc quản lý trên 800 km dải bờ biển miền Bắc từ Móng Cái đến vĩ tuyến 17 (Quảng Trị). Chưa đầy 2 tuần sau, ngày 7 tháng 5 năm 1955, Bộ Quốc phòng - Tổng tư lệnh ra Nghị định số 284/NĐ-A thành lập Cục Phòng thủ bờ biển. Nhiệm vụ của Cục là giúp Bộ Tổng tư lệnh chỉ đạo bộ đội phòng thủ bờ biển; đào tạo cán bộ, nhân viên, thủy thủ; sản xuất các dụng cụ, phương tiện về thủy quân; xây dựng các thủy đội phòng thủ bờ biển rồi chuyển giao cho các liên khu (sau này là quân khu). Ông Nguyễn Bá Phát được cử làm phụ trách Cục. Về sau, ngày 7 tháng 5 được chọn làm ngày thành lập của Hải quân nhân dân Việt Nam.
Sau khi thành lập, Cục Phòng thủ bờ biển quyết định tự đóng 20 tàu gỗ 20 tấn lắp máy ô tô làm phương tiện hoạt động, bên cạnh 36 thuyền buồm và lực lượng gồm 6 tiểu đoàn, xây dựng thành lực lượng tuần duyên. Ngày 24 tháng 8 năm 1955, Bộ Quốc phòng đã thành lập hai thủy đội Sông Lô và Bạch Đằng. Đây được xem là những đơn vị chiến đấu chính quy đầu tiên của Hải quân nhân dân Việt Nam.
Ngày 24 tháng 1 năm 1959, Cục Phòng thủ bờ biển chuyển đổi thành Cục Hải quân trực thuộc Bộ Quốc phòng . Tổ chức biên chế của Cục Hải quân  gồm 5 phòng (Tham mưu, Chính trị, Hậu cần, công trình và Đo đạc biển); 5 đơn vị trực thuộc: Trường Huấn luyện bờ biển (đổi thành Trường Huấn luyện hải quân), Đoàn 130, Đoàn 135, tiểu đoàn công binh 145 và Xưởng 46. Ngày 20 tháng 4 năm 1959, thành lập Đảng bộ Cục Hải quân trực thuộc và đặt dưới sự lãnh đạo trực tiếp của Tổng Quân ủy.
Các đơn vị chiến đấu lần lượt cũng được thành lập như ngày 18 tháng 5 năm 1959, thành lập Đoàn 135 (sau này đổi thành 140), đơn vị tàu tuần tiễu; ngày 3 tháng 8 năm 1961, thành lập căn cứ Hải quân I và căn cứ Hải quân II.

### Từ sự kiện Quảng Khê đến sự kiện Vịnh Bắc Bộ
Đầu tháng 4 năm 1961, CIA phối hợp với Sở Khai thác địa hình thuộc Phủ Tổng thống Việt Nam Cộng hòa tổ chức cho điệp viên Ares thâm nhập miền Bắc Việt Nam bằng đường biển. Với lực lượng hải quân tuần tiễu còn non yếu của Hải quân nhân dân Việt Nam, tàu Nautilus 1 của CIA dễ dàng thâm nhập bờ biển Quảng Ninh. Sau đó, tàu CIA có thêm vài lần đưa điệp viên thâm nhập hoặc tiếp tế thành công. Trên cơ sở đó, CIA quyết định tổ chức tập kích vào căn cứ hải quân Quảng Khê của Hải quân nhân dân Việt Nam, nằm gần cửa sông Giang, thuộc tỉnh Quảng Bình. Mục tiêu là 3 chiếc tàu pháo thuộc lớp Swatow do Trung Quốc đóng. Trận tập kích diễn ra rạng sáng ngày 30 tháng 6 năm 1962, được đánh giá là thành công khi tiêu diệt được 2 tàu, nhưng cũng trả một giá rất đắt: toàn bộ thành viên tham gia tập kích đều bị giết hoặc bị bắt sống, tàu vận tải Nautilus 2 của bị tàu pháo T-161 của Hải quân nhân dân Việt Nam tiêu diệt, chỉ duy nhất một thành viên là Nguyễn Văn Ngọc thoát được.
Ngày 3 tháng 1 năm 1964, Cục Hải quân đổi tên thành Bộ Tư lệnh Hải quân
Ngày 5 tháng 8 năm 1964, ngày đánh trả thành công chiến dịch Mũi Tên Xuyên - cuộc tập kích đầu tiên bằng không quân của Mỹ vào miền Bắc Việt Nam.
Ngày 13 tháng 4 năm 1966, thành lập Đoàn 126 (Đoàn Đặc công Hải quân nay là Lữ đoàn 126)

### Đoàn tàu không số
Ngày 23 tháng 10 năm 1961, thành lập Đoàn 759 (Đoàn Vận tải Quân sự đường biển nay là Lữ đoàn 125). Nhiệm vụ chính của đơn vị này khi mới thành lập là bí mật vận tải vũ khí, cán bộ bằng đường biển (Đường Hồ Chí Minh trên biển) từ miền Bắc vào miền Nam chi viện cho Quân Giải phóng miền Nam chiến đấu trong Chiến tranh Việt Nam.
Thời kỳ đó, căn cứ của lữ đoàn là bến Bính (số hiệu là K20) ở Hải Phòng. Đơn vị sử dụng các tàu vận tải cỡ nhỏ thâm nhập miền Nam tại các căn cứ ở bến Sông Gianh (Quảng Bình), Sa Kỳ (Quảng Ngãi), Vũng Rô (Phú Yên), Lộc An (Bà Rịa - Vũng Tàu), Thạnh Phong (Bến Tre) và Vàm Lũng (Cà Mau).
Trong Chiến tranh Việt Nam, đơn vị đã sử dụng các tàu vận tải cỡ nhỏ để thâm nhập vào miền Nam. Mặc dù có số hiệu đầy đủ, song để giữ bí mật, các tàu này không sơn số hiệu lên thân tàu. Vì thế, những con tàu này được biết đến với tên gọi chung là Đoàn tàu Không số.

### Sau năm 1975
Ngày 5 tháng 9 năm 1975, sáp nhập Trung đoàn 126, Trung đoàn 46 thành Lữ đoàn 126 Hải quân đánh bộ 
Ngày 13 tháng 9 năm 1975, tổ chức các đơn vị phòng thủ đảo.
Ngày 26 tháng 10 năm 1975, Bộ Quốc phòng ra Quyết định số 141/QĐ-QP thành lập 5 vùng duyên hải thuộc Bộ Tư lệnh hải quân.
Năm 1978 giải thể vùng 2 và đổi tên vùng duyên hải thành vùng hải quân.
Ngày 5 tháng 7 năm 1978, thành lập Trung đoàn 147 Hải quân đánh bộ nay là Lữ đoàn 147
Ngày 23 tháng 6 năm 1979, thành lập Tiểu đoàn Tên lửa 679 trực thuộc Bộ Tư lệnh Hải quân (nay là Lữ đoàn 679)
Ngày 14 tháng 3 năm 1988, Hải quân nhân dân Việt Nam đụng độ với Hải quân Trung Quốc tại đảo Gạc Ma, Cô Lin và Len Đao.

### Hiện đại hóa trong thời kỳ mới
Ngày 31 tháng 8 năm 1998, lực lượng Cảnh sát biển Việt Nam làm lễ ra mắt.
Tháng 11 năm 2008, lực lượng Cảnh sát biển Việt Nam trở thành một lực lượng độc lập với Hải quân nhân dân Việt Nam.
Ngày 14 tháng 1 năm 2011, Bộ Quốc phòng ra Quyết định nâng cấp Bộ Chỉ huy Vùng Hải quân lên thành Bộ Tư lệnh Vùng Hải quân
Ngày 3 tháng 7 năm 2013, thành lập Lữ đoàn Không quân hải quân 954, hình thành lực lượng không quân hải quân đầu tiên.

## Tổ chức chính quyền

### Tổ chức chi tiết
| Thứ tự | Đơn vị                            | Ngày thành lập       | Tương đương | Địa chỉ | Ghi chú                                     |
| ------ | --------------------------------- | -------------------- | ----------- | --- | ------------------------------------------- |
| 1      | Văn phòng Quân chủng              | 10 tháng 9 năm 1974  | Sư đoàn     | 38 Điện Biên Phủ, quận Hồng Bàng, thành phố Hải Phòng.                                                                                        |                                             |
| 2      | Thanh tra Quân chủng              |                      | Sư đoàn     | |                                             |
| 3      | Ủy ban kiểm tra Đảng              |                      | Sư đoàn     | |                                             |
| 4      | Phòng Tài chính                   |                      | Sư đoàn     | |                                             |
| 5      | Phòng Điều tra hình sự Quân chủng |                      | Sư đoàn     | |                                             |
| 6      | Viện Kiểm sát Quân sự Quân chủng  |                      | Sư đoàn     | |                                             |
| 7      | Tòa án Quân sự Quân chủng         |                      | Sư đoàn     | Phường Lý Tự Trọng, quận Hồng Bàng, thành phố Hải Phòng.                                                                                      |                                             |
| 8      | Bộ Tham mưu                       | 24 tháng 1 năm 1959  | Quân đoàn   | |                                             |
| 9      | Cục Chính trị                     | 24 tháng 1 năm 1959  | Quân đoàn   | |                                             |
| 10     | Cục Hậu cần                       | 24 tháng 1 năm 1959  | Sư đoàn     | |                                             |
| 11     | Cục Kỹ thuật                      | 6 tháng 5 năm 1970   | Sư đoàn     | |                                             |
| 12     | Bộ Tư lệnh Vùng 1                 |                      | Quân đoàn   | Xã Tân Dương, thành phố Thủy Nguyên, thành phố Hải Phòng.                                                                                     |                                             |
| 13     | Bộ Tư lệnh Vùng 2                 |                      | Quân đoàn   | Xã Long Sơn, thành phố Vũng Tàu, tỉnh Bà Rịa – Vũng Tàu.                                                                                      |                                             |
| 14     | Bộ Tư lệnh Vùng 3                 |                      | Quân đoàn   | Đường Yết Kiêu, phường Thọ Quang, quận Sơn Trà, thành phố Đà Nẵng.                                                                            |                                             |
| 15     | Bộ Tư lệnh Vùng 4                 | 26 tháng 10 năm 1975 | Quân đoàn   | Bán đảo Cam Ranh, phường Cam Nghĩa, thành phố Cam Ranh, tỉnh Khánh Hòa.                                                                       |                                             |
| 16     | Bộ Tư lệnh Vùng 5                 |                      | Quân đoàn   | KP8, phường An Thới, thành phố Phú Quốc, tỉnh Kiên Giang.                                                                                     |                                             |
| 17     | Học viện Hải quân                 | 26 tháng 4 năm 1955  | Quân đoàn   | 30 Trần Phú, phường Vĩnh Nguyên, thành phố Nha Trang, tỉnh Khánh Hòa.                                                                         |                                             |
| 18     | Lữ đoàn Không quân 954            | 15 tháng 9 năm 1984  | Lữ đoàn     | Phường Cam Nghĩa, thành phố Cam Ranh, tỉnh Khánh Hòa.                                                                                         |                                             |
| 19     | Lữ đoàn Đặc công Hải quân 126     | 13 tháng 4 năm 1966  | Lữ đoàn     | Xã Trung Hà, huyện Thủy Nguyên, thành phố Hải Phòng.                                                                                          |                                             |
| 20     | Lữ đoàn Tàu ngầm 189              | 20 tháng 6 năm 2011  | Lữ đoàn     | Thành phố Cam Ranh, tỉnh Khánh Hòa. |                                             |
| 21     | Trung đoàn Đặc công tàu ngầm 196  | 2 tháng 8 năm 1996   | Trung đoàn  | Thành phố Cam Ranh, tỉnh Khánh Hòa. |                                             |
| 22     | Trường Cao đẳng Kỹ thuật Hải quân | 12 tháng 2 năm 1979  | Sư đoàn     | 1295A Nguyễn Thị Định, phường Cát Lái, thành phố Thủ Đức, Thành phố Hồ Chí Minh                                                               |                                             |
| 23     | Viện Kỹ thuật Hải quân            | 8 tháng 5 năm 1978   | Sư đoàn     | Phường Anh Dũng, quận Dương Kinh, thành phố Hải Phòng.                                                                                        |                                             |
| 24     | Tổng Công ty Tân cảng Sài Gòn     | 15 tháng 3 năm 1989  | Binh đoàn   | Đường Lê Hồng Phong, phường Thành Tô, quận Hải An, thành phố Hải Phòng. 722 Điện Biên Phủ, phường 22, quận Bình Thạnh, Thành phố Hồ Chí Minh. | Đã nâng cấp lên Binh đoàn 20 trực thuộc BQP |
| 25     | Công ty Hải Thành                 | 15 tháng 2 năm 1992  | Sư đoàn     | 27C Điện Biên Phủ, phường Minh Khai, quận Hồng Bàng, thành phố Hải Phòng.                                                                     |                                             |
| 26     | Lữ đoàn Công binh 83              | 19 tháng 8 năm 1958  | Lữ đoàn     | 1A Yết Kiêu, phường Thọ Quang, quận Sơn Trà, thành phố Đà Nẵng.                                                                               |                                             |
| 27     | Lữ đoàn Công binh 131             | 6 tháng 11 năm 1975  | Lữ đoàn     | |                                             |

## Tổ chức chung
Tổ chức Hải quân Nhân dân Việt Nam từ cao đến thấp như sau:
- Bộ Tư lệnh Quân chủng Hải quân trực thuộc Bộ Quốc phòng;
- Bộ Tư lệnh Vùng Hải quân (1, 2, 3, 4, 5);
- Lữ đoàn Hải quân;
- Trung đoàn Hải quân;
- Hải đoàn;
- Hải đội.

Về tổ chức cấp Hạm đội (tương đương cấp Quân đoàn ở Lục quân), trước đây vào những năm 1970, Hải quân nhân dân Việt Nam từng tổ chức một hạm đội tàu chiến cơ động mang phiên hiệu Hạm đội 171 trên cơ sở sáp nhập Trung đoàn 171 và Trung đoàn 175 vào ngày 10 tháng 10 năm 1975. Năm 1981, thực hiện chủ trương chấn chỉnh lực lượng, tinh giảm biên chế của Quân ủy Trung ương, Hạm đội 171 rút gọn lại thành một lữ đoàn cơ động của quân chủng mang phiên hiệu Lữ đoàn 171. Như vậy, hiện nay Hải quân nhân dân Việt Nam chỉ tồn tại tổ chức chiến dịch cấp Lữ đoàn là lớn nhất.

## Quân hàm hải quân
Trước năm 1981, quân hàm cấp tướng của quân chủng hải quân chưa có tên gọi riêng. Từ năm 1981, quân hàm các cấp tướng trong hải quân mới có tên gọi riêng, theo cách gọi của Liên Xô: Đô đốc (tương đương Thượng tướng), Phó Đô đốc (tương đương Trung tướng), Chuẩn Đô đốc (tương đương Thiếu tướng), được quy định lần đầu tiên trong Luật sĩ quan Quân đội nhân dân Việt Nam ban hành ngày 31 tháng 12 năm 1981. Về phù hiệu và cấp hiệu quân hàm xem bài Quân đội nhân dân Việt Nam và Quân hàm Quân đội nhân dân Việt Nam
Trong lịch sử Hải quân nhân dân Việt Nam chỉ có 2 sĩ quan Hải quân lên tới cấp Đô đốc là Giáp Văn Cương (phong năm 1988) và Nguyễn Văn Hiến (phong năm 2011).
Theo Luật sĩ quan Quân đội nhân dân Việt Nam (2014): 
- Chỉ phong Đô đốc tương đương Thượng tướng khi Tư lệnh hoặc Chính ủy Quân chủng Hải quân Việt Nam kiêm một trong những chức vụ như: Thứ trưởng Bộ Quốc phòng, Phó Tổng tham mưu trưởng Quân đội Nhân dân Việt Nam, Phó Chủ nhiệm Tổng cục chính trị Quân đội Nhân dân Việt Nam.
- Phó Đô đốc tương đương Trung tướng là bậc quân hàm cao nhất của quân nhân giữ chức vụ Tư lệnh và Chính ủy Quân chủng Hải quân.
- Chuẩn Đô đốc tương đương Thiếu tướng là bậc quân hàm cao nhất của quân nhân giữ chức vụ Phó Tư lệnh và Phó Chính ủy Quân chủng Hải quân, Tư lệnh và Chính ủy Bộ Tư lệnh Vùng Hải quân[25]. Tham mưu phó Quân chủng Hải quân & Phó chủ nhiệm chính trị Quân chủng Hải quân.
- Thủ tướng Chính phủ bổ nhiệm, miễn nhiệm Tư lệnh và Chính ủy Quân chủng Hải quân[26].

Từ năm 2019, các sĩ quan cấp tướng từ các cơ quan, quân chủng, binh chủng khác được điều chuyển về công tác ở quân chủng Hải quân thì quân hàm của họ vẫn sẽ gọi là Thiếu tướng, Trung tướng hay Thượng tướng và không cần phải gọi là Chuẩn đô đốc, Phó đô đốc hay Đô đốc theo cách gọi quân hàm Hải quân. Ví dụ như Trung tướng Nguyễn Văn Bổng, Chính ủy quân chủng Hải quân hiện nay do ông có thời gian làm Chánh văn phòng Quân ủy Trung ương, Bộ Quốc phòng. Trước đó, Thiếu tướng Lê Minh Thành, Phó tư lệnh Quân chủng PK-KQ, khi chuyển sang giữ chức vụ Phó tư lệnh Quân chủ Hải quân, vẫn được phiên cấp bậc Chuẩn đô đốc.
|                                                | Sĩ quan | Sĩ quan                                    | Sĩ quan | Sĩ quan | Sĩ quan                                                                                  | Sĩ quan                                                                                     | Sĩ quan                                                                                   | Sĩ quan | Sĩ quan   | Sĩ quan  | Sĩ quan  |
| ---------------------------------------------- | --- | ------------------------------------------ | --- | --- | ---------------------------------------------------------------------------------------- | ------------------------------------------------------------------------------------------- | ----------------------------------------------------------------------------------------- | ------- | --------- | -------- | -------- |
| Cấp hiệu                                       | |                                            | | |                                                                                          |                                                                                             |                                                                                           |         |           |          |          |
| Đường viền thể hiện cấp bậc trên ống cổ tay áo | |                                            | | |                                                                                          |                                                                                             |                                                                                           |         |           |          |          |
| Cấp bậc Quân hàm                               | Đô đốc | Phó Đô đốc                                 | Chuẩn đô đốc | Đại tá | Thượng tá                                                                                | Trung tá                                                                                    | Thiếu tá                                                                                  | Đại úy  | Thượng úy | Trung úy | Thiếu úy |
| Chức vụ                                        | - Thứ trưởng Bộ Quốc phòng/ Phó Tổng tham mưu Quân đội nhân dân Việt Nam/ Phó Chủ nhiệm Tổng cục chính trị Quân đội nhân dân Việt Nam kiêm Tư lệnh/Chính ủy Quân chủng Hải quân. | - Tư lệnh và Chính ủy Quân chủng Hải quân. | - Tham mưu trưởng và Tham mưu phó Quân chủng Hải quân. - Phó Tư lệnh và Phó Chính ủy Quân chủng Hải quân. - Tư lệnh và Chính ủy Bộ Tư lệnh Vùng Hải quân. - Chủ nhiệm và Phó Chủ nhiệm chính trị Quân chủng. | - Tham mưu phó Quân chủng Hải quân. - Phó chủ nhiệm chính trị. - Lữ đoàn trưởng và Chính ủy Lữ đoàn Hải quân. - Tham mưu trưởng Bộ Tư lệnh Vùng Hải quân. - Phó Tư lệnh và Phó Chính ủy Bộ Tư lệnh Vùng Hải quân. | - Lữ đoàn phó và Phó Chính ủy Lữ đoàn Hải quân. - Tham mưu phó Bộ Tư lệnh Vùng Hải quân. | - Tiểu đoàn trưởng/ Hải đoàn trưởng Hải quân. - Chính trị viên Tiểu đoàn/Hải đoàn Hải quân. | - Tiểu đoàn phó/Hải đoàn phó. - Chính trị viên phó Tiểu đoàn/Chính trị viên phó Hải đoàn. |         |           |          |          |

|                 | Học viên         | Hạ sĩ quan | Hạ sĩ quan | Hạ sĩ quan | Chiến sĩ  | Chiến sĩ |
| --------------- | ---------------- | ---------- | ---------- | ---------- | --------- | -------- |
| Cấp hiệu        |                  |            |            |            |           |          |
|                 |                  |            |            |            |           |          |
| Cấp bậcQuân hàm | Học viên Sĩ quan | Thượng sĩ  | Trung sĩ   | Hạ sĩ      | Binh nhất | Binh nhì |

## Tư lệnh qua các thời kỳ
Xem bài: Tư lệnh Quân chủng Hải quân Nhân dân Việt Nam

## Chính ủy qua các thời kỳ
| STT | Họ tên                       | Thời gian đảm nhiệm                 | Cấp bậc                                 | Chức vụ cuối cùng                                                                     | Ghi chú                                                                      |
| --- | ---------------------------- | ----------------------------------- | --------------------------------------- | ------------------------------------------------------------------------------------- | ---------------------------------------------------------------------------- |
| 1   | Tạ Xuân Thu (1916-1971)      | 1955-1967                           | Thiếu tướng (1961)                      | Chính ủy Học viện Quân sự                                                             | Tư lệnh kiêm Chính ủy Quân chủng Hải quân                                    |
| 2   | Đoàn Phụng                   | 1967-1969                           | Đại tá (1961)                           |                                                                                       |                                                                              |
| 3   | Lương Tuấn Khang (1923-1994) | 1969-1970                           | Trung tướng (1986)                      | Chính ủy Quân khu Tả ngạn. Phó Tư lệnh về Chính trị Quân khu 3.                       |                                                                              |
| 4   | Hoàng Trà                    | 1970-1974                           | Đại táThiếu tướng (1974)                | Phó Chủ nhiệm Chính trị Tổng cục Hậu cần.                                             |                                                                              |
| 4   | Hoàng Trà                    | 1975-1980                           | Đại táThiếu tướng (1974)                | Phó Chủ nhiệm Chính trị Tổng cục Hậu cần.                                             |                                                                              |
| 5   | Trần Văn Giang (1924-2016)   | 1974-1975                           | Đại tá (1974) Chuẩn Đô đốc (1980)       | Phó Tư lệnh về Chính trị.                                                             |                                                                              |
| 5   | Trần Văn Giang (1924-2016)   | 1981-1984                           | Đại tá (1974) Chuẩn Đô đốc (1980)       | Phó Tư lệnh về Chính trị.                                                             |                                                                              |
| 5   | Trần Văn Giang (1924-2016)   | 1984-1987                           | Đại tá (1974) Chuẩn Đô đốc (1980)       | Phó Tư lệnh về Chính trị.                                                             |                                                                              |
| 6   | Lê Văn Xuân (1929-2003)      | 1987-1995                           | Chuẩn đô đốc (1984) Phó đô đốc (1992)   | Phó Tư lệnh về Chính trị.                                                             |                                                                              |
| 7   | Võ Nhân Huân (1946-1999)     | 1995-1999                           | Đại tá (1995) Chuẩn Đô đốc (1999)       | Quyền Tư lệnh Quân chủng Hải quân (1999-1999)                                         | Qua đời khi đang làm nhiêm vụ                                                |
| 8   | Nguyễn Văn Tình (1945-)      | 2000-2008                           | Chuẩn đô đốc (2001) Phó Đô đốc (2004)   |                                                                                       | Anh hùng lực lượng vũ trang nhân dân (1969)                                  |
| 9   | Trần Thanh Huyền (1952-)     | 2008-2012                           | Chuẩn Đô đốc (2006) Phó Đô đốc (2010)   |                                                                                       |                                                                              |
| 10  | Đinh Gia Thật (1957-)        | 2012 - tháng 7 năm 2017             | Chuẩn Đô đốc (2011) Phó Đô đốc (9.2015) |                                                                                       |                                                                              |
| 11  | Trần Hoài Trung (1965-)      | Tháng 7 năm 2017 - tháng 9 năm 2018 | Chuẩn đô đốc (2014) Phó Đô đốc (2018)   | Chính ủy Quân khu 7 (2018-nay)                                                        |                                                                              |
| 12  | Phạm Văn Vững                | 2018-2019                           | Chuẩn đô đốc (2016)                     | Ngày 31 tháng 12 năm 2019 thôi giữ chức vụ Chính ủy Quân chủng Hải quân để chữa bệnh. |                                                                              |
| 13  | Nguyễn Văn Bổng (1966-)      | 2020-2025                           | Thiếu tướng (2015) Trung tướng (2019)   |                                                                                       | Nguyên Chánh Văn phòng Bộ Quốc phòng                                         |
| 14  | Nguyễn An Phong (?-)         | 2025-nay                            | Thiếu tướng                             |                                                                                       | Nguyên Cục trưởng Cục Tổ chức, Tổng cục Chính trị Quân đội nhân dân Việt Nam |

## Tham mưu trưởng qua các thời kỳ
Xem bài: Tham mưu trưởng Quân chủng Hải quân Nhân dân Việt Nam

## Phó Tư lệnh qua các thời kỳ
| STT | Họ tên                 | Thời gian đảm nhiệm                                                     | Cấp bậc               | Ghi chú                                                                                            |
| --- | ---------------------- | ----------------------------------------------------------------------- | --------------------- | -------------------------------------------------------------------------------------------------- |
| 1   | Nguyễn Dưỡng (1928 -?) | 1980 - 1990                                                             | Chuẩn Đô đốc (1980)   | |
| 2   | Phạm Minh (1929 -?)    | 1988 - 1993                                                             | Chuẩn Đô đốc (1988)   | nguyên Tư lệnh Bộ Tư lệnh Vùng 1 Hải quân Nhân dân Việt Nam                                        |
| 3   | Phan Khuê Tảo          | 2004 - 2010                                                             | Chuẩn Đô đốc (2002)   | nguyên Tư lệnh Quân đoàn 1 Quân đội nhân dân Việt Nam (2002-2004)                                  |
| 4   | Lê Văn Đạo             |                                                                         | Chuẩn Đô đốc (2006)   | |
| 5   | Trần Đình Xuyên        | 2008 - 2012                                                             | Chuẩn Đô đốc (2008)   | |
| 6   | Nguyễn Viết Nhiên      | 2009 - 2017                                                             | Chuẩn Đô đốc (2009)   | |
| 7   | Nguyễn Văn Ninh        | 2010 - 2016                                                             | Chuẩn Đô đốc (2010)   | nguyên Cục trưởng Cục Kỹ thuật Quân chủng Hải quân, hiện nay là Tham mưu trưởng Tổng cục Kỹ thuật. |
| 8   | Lê Minh Thành          | 2012 - 2018                                                             | Chuẩn Đô đốc (2012) , | nguyên Sư đoàn trưởng Sư đoàn 370, Quân chủng Phòng không - Không quân.                            |
| 9   | Phạm Xuân Điệp         | 2014 - 2018                                                             | Chuẩn Đô đốc (2012)   | nguyên Tư lệnh Vùng 2 Hải quân Nhân dân Việt Nam; Phó Tư lệnh kiêm Tham mưu trưởng (2015-2017).    |
| 10  | Ngô Sĩ Quyết           | Tháng 5 năm 2015 - tháng 6 năm 2019                                     | Chuẩn Đô đốc (2012)   | nguyên Tư lệnh Vùng 3 Hải quân Nhân dân Việt Nam.                                                  |
| 11  | Nguyễn Trọng Bình      | Tháng 6 năm 2016 - tháng 1 năm 2017 Tháng 7 năm 2019 - tháng 9 năm 2019 | Chuẩn Đô đốc (2016)   | Phó Tổng Tham mưu trưởng (tháng 9 năm 2019 - nay).                                                 |
| 12  | Hoàng Hồng Hà          | Tháng 6 năm 2016 - nay                                                  | Chuẩn Đô đốc (2016)   | nguyên Chủ nhiệm Kỹ thuật Quân chủng Hải quân.                                                     |
| 13  | Lương Việt Hùng        | Tháng 7 năm 2017 - nay                                                  | Chuẩn Đô đốc (2015)   | nguyên Tư lệnh Vùng 2 Hải quân Nhân dân Việt Nam.                                                  |
| 14  | Phạm Mạnh Hùng         | Tháng 9 năm 2018 - tháng 9 năm 2020                                     | Chuẩn Đô đốc (2017)   | nguyên Tư lệnh Vùng 5 Hải quân Nhân dân Việt Nam.                                                  |
| 15  | Phạm Như Xuân          | Tháng 5 năm 2019 - nay                                                  | Chuẩn Đô đốc (2019)   | nguyên Sư đoàn trưởng Sư đoàn 372, Quân chủng Phòng không - Không quân.                            |
| 16  | Phan Tuấn Hùng         | Tháng 6 năm 2020- nay                                                   | Chuẩn Đô đốc (2019)   | nguyên Tư lệnh Vùng 4 Hải quân Nhân dân Việt Nam.                                                  |
| 17  | Nguyễn Đình Hùng       | Tháng 2 năm 2023 - nay                                                  | Chuẩn Đô đốc          | nguyên Tư lệnh Vùng 4 Hải quân Nhân dân Việt Nam.                                                  |

## Phó Chính ủy qua các thời kỳ
| STT | Họ tên            | Thời gian đảm nhiệm     | Cấp bậc                                | Ghi chú                                                                               |
| --- | ----------------- | ----------------------- | -------------------------------------- | ------------------------------------------------------------------------------------- |
| 1   | Nguyễn Cộng Hòa   | 2008-2011               | Chuẩn Đô đốc (tháng 1 năm 2008)        | nguyên Chủ nhiệm Chính trị Quân chủng Hải quân                                        |
| 2   | Đinh Gia Thật     | 2011-2013               | Chuẩn Đô đốc (2011)                    | Chính ủy Quân chủng Hải quân                                                          |
| 3   | Nguyễn Ngọc Tương | 2013 - tháng 7 năm 2015 | Chuẩn Đô đốc (2012) Trung tướng (2016) | nguyên Phó Chủ nhiệm Chính trị Quân chủng Hải quân; Phó Chính ủy Học viện Quốc phòng. |
| 4   | Đặng Minh Hải     | 7/2015-12/2021          | Chuẩn Đô đốc (2013)                    | nguyên Chủ nhiệm Chính trị Quân chủng Hải quân                                        |
| 5   | Đỗ Văn Yên        | 12/2021-nay             | Chuẩn Đô đốc                           | nguyên Chính ủy Vùng 2 Hải quân                                                       |

## Các tướng lĩnh khác
| STT | Họ tên             | Cấp bậc                         | Ghi chú                                                                                   |
| --- | ------------------ | ------------------------------- | ----------------------------------------------------------------------------------------- |
| 1   | Đỗ Viết Cường      | Chuẩn Đô đốc (tháng 1 năm 2008) | nguyên Phó Tham mưu trưởng Quân chủng Hải quân                                            |
| 2   | Nguyễn Văn Kiệm    | Chuẩn Đô đốc                    | nguyên Phó Tham mưu trưởng Quân chủng Hải quân                                            |
| 3   | Lê Kế Lâm          | Chuẩn Đô đốc                    | nguyên Giám đốc Học viện Hải quân                                                         |
| 4   | Phạm Hồng Thuận    | Chuẩn Đô đốc                    | nguyên Giám đốc Học viện Hải quân                                                         |
| 5   | Ngô Văn Phát       | Chuẩn Đô đốc                    | nguyên Chính ủy Vùng 5 Hải quân                                                           |
| 6   | Nguyễn Đức Nho     | Chuẩn Đô đốc (2013)             | Phó Tham mưu trưởng Quân chủng Hải quân                                                   |
| 7   | Nguyễn Thế Ân      | Chuẩn Đô đốc                    | Phó Tham mưu trưởng Quân chủng Hải quân                                                   |
| 8   | Mai Tiến Tuyên     | Chuẩn Đô đốc                    | nguyên Chính ủy Vùng 2 Hải quân                                                           |
| 9   | Bùi Sỹ Trinh       | Chuẩn Đô đốc                    | nguyên Phó Chủ nhiệm chính trị Quân chủng                                                 |
| 10  | Phạm Thanh Hóa     | Chuẩn Đô đốc                    | nguyên Chính ủy Vùng 4 Hải quân                                                           |
| 11  | Doãn Văn Sở        | Chuẩn Đô đốc                    | Nguyên Tư lệnh Vùng 5 Hải quân                                                            |
| 12  | Phạm Ngọc Chấn     | Chuẩn Đô đốc                    | nguyên Chủ nhiệm chính trị Quân chủng (2008 - 2012)                                       |
| 13  | Nguyễn Tiến Dũng   | Chuẩn Đô đốc                    | nguyên Chính ủy Vùng 3 Hải quân                                                           |
| 14  | Nguyễn Phong Cảnh  | Chuẩn Đô đốc                    | Chính ủy Vùng 2 Hải quân                                                                  |
| 15  | Đỗ Minh Thái       | Chuẩn Đô đốc                    | Phó Tham mưu trưởng Quân chủng Hải quân                                                   |
| 16  | Phạm Văn Điển      | Chuẩn Đô đốc                    | nguyên Tư lệnh Vùng 1 Hải quân                                                            |
| 17  | Nguyễn Đức Thịnh   | Chuẩn Đô đốc                    | Tư lệnh Vùng 4 Hải quân                                                                   |
| 18  | Phạm Văn Sơn       | Chuẩn Đô đốc                    | nguyên Phó Chủ nhiệm Chính trị, Quân chủng Hải quân                                       |
| 19  | Phạm Văn Luyện     | Chuẩn Đô đốc                    | Chính ủy Học viện Hải quân, Phó Chủ nhiệm chính trị Hải quân                              |
| 20  | Phạm Văn Quang     | Chuẩn Đô đốc                    | Chính ủy Vùng 1 Hải quân, Phó Chủ nhiệm chính trị Hải quân                                |
| 21  | Lê Bá Sổ           | Chuẩn Đô đốc                    | Phó Tham mưu trưởng Quân chủng Hải quân                                                   |
| 22  | Ngô Quang Tiến     | Chuẩn Đô đốc                    | nguyên Giám đốc Học viện Hải quân                                                         |
| 23  | Nguyễn Đăng Nghiêm | Chuẩn Đô đốc                    | nguyên Tổng Giám đốc Tân Cảng Sài Gòn                                                     |
| 24  | Đoàn Văn Chiều     | Chuẩn Đô đốc                    | Chủ nhiệm Chính trị, Quân chủng Hải quân                                                  |
| 25  | Nguyến Đức Vượng   | Chuẩn Đô đốc                    | Chính ủy Vùng 4 Hải quân                                                                  |
| 26  | Đỗ Quốc Việt       | Chuẩn Đô đốc                    | Tư lệnh Vùng 3 Hải quân                                                                   |
| 27  | Mai Trọng Định     | Chuẩn Đô đốc                    | Chính ủy Vùng 3 Hải quân                                                                  |
| 28  | Trần Ngọc Quyết    | Chuẩn Đô đốc                    | Tư lệnh Vùng 1 Hải quân, phó Tổng tham mưu Hải Quân                                       |
| 29  | Nguyễn Văn Lâm     | Chuẩn Đô đốc                    | Giám đốc Học viện Hải quân (2018)                                                         |
| 30  | Phạm Khắc Lượng    | Chuẩn Đô đốc                    | nguyên Tư lệnh Vùng 2 Hải quân (2018)                                                     |
| 31  | Ngô Văn Thuân      | Chuẩn Đô đốc                    | Chính ủy Vùng 5 Hải quân (2018), Phó Chủ nhiệm chính trị Hải quân, Chính úy Vùng 4 (2020) |
| 32  | Nguyễn Thế Tốt     | Chuẩn Đô đốc                    | Phó Tham mưu trưởng Quân chủng Hải quân (2019)                                            |
| 33  | Chu Ngọc Sáng      | Chuẩn Đô đốc                    | Chính ủy Học viện Hải quân                                                                |

## Trang bị

### Binh chủng Tên lửa- Pháo bờ biển

#### Pháo
| Ảnh           | Trang bị    | Nguồn gốc   | Chủng loại               | Số lượng hoạt động | Chú thích                                  |
| Pháo xe kéo   | Pháo xe kéo | Pháo xe kéo | Pháo xe kéo              | Pháo xe kéo        | Pháo xe kéo                                |
| ------------- | ----------- | ----------- | ------------------------ | ------------------ | ------------------------------------------ |
|               | SPG-9       | Liên Xô     | Súng không giật 73mm     |                    |                                            |
|               | B-10        | Liên Xô     | Pháo không giật 82mm     |                    |                                            |
|               | B-11        | Liên Xô     | Pháo không giật 107mm    |                    |                                            |
|               | D-30        | Liên Xô     | Lựu pháo 122mm           |                    |                                            |
|               | M-46 130mm  | Liên Xô     | Lựu pháo nòng dài 130mm  |                    |                                            |
|               | D-44        | Liên Xô     | Lựu pháo 85 mm           |                    |                                            |
|               | D-20        | Liên Xô     | Lựu pháo hạng nặng 152mm |                    |                                            |
|               | M2          | Hoa Kỳ      | Lựu pháo 105 mm          |                    |                                            |
|               | M-114       | Hoa Kỳ      | Lựu pháo hạng nặng 155mm |                    |                                            |
| Pháo phản lực |             |             |                          |                    |                                            |
|               | EXTRA       | Israel      | Pháo phản lực dẫn đường  |                    |                                            |
|               | ACCULAR     | Israel      | Pháo phản lực            |                    |                                            |
| Lô cốt        |             |             |                          |                    |                                            |
|               | T-34        | Liên Xô     | Lô cốt pháo              |                    | Hoán cải từ xe tăng hạng trung T34-85      |
|               | PT-76       | Liên Xô     | Lô cốt pháo              |                    | Hoán cải từ xe tăng lội nước hạng nhẹ PT76 |

#### Tên lửa phòng thủ bờ biển
| Ảnh | Trang bị         | Nguồn gốc | Chủng loại                                                   | Số lượng hoạt động | Chú thích                                             |
| --- | ---------------- | --------- | ------------------------------------------------------------ | ------------------ | ----------------------------------------------------- |
|     | 4K51 Rubezh-A    | Liên Xô   | Hệ thống tên lửa phòng thủ bờ biển di động                   |                    | Hiện đại hoá,nâng tầm bắn từ 40 km lên 80 km.         |
|     | 4K44 Redut-M     | Liên Xô   | Hệ thống tên lửa phòng thủ bờ biển di động                   |                    | Phiên bản hiện đại hóa có tầm bắn lên tới 500–550 km. |
|     | K-300P Bastion-P | Nga       | Hệ thống tên lửa chống hạm phòng thủ bờ biển,tầm bắn 300 km. | 3 tổ hợp           | [ 36 ]                                                |

#### Tên lửa chống hạm
| Ảnh                 | Trang bị      | Nguồn gốc | Chủng loại                                                      | Số lượng hoạt động | Chú thích                             |
| ------------------- | ------------- | --------- | --------------------------------------------------------------- | ------------------ | ------------------------------------- |
|                     | P-15M Termit  | Liên Xô   | Tên lửa chống hạm cận âm. Vận tốc 0,8 Mach,tầm bắn 80 km.       |                    | Trang bị cho tổ hợp 4K51 Ruezh        |
|                     | P-5 Pyatyorka | Liên Xô   | Tên lửa chống hạm siêu âm.Vận tốc 1,4 Mach,tầm bắn 500–550 km.. |                    |                                       |
| Tập tin:Yakhont.jpg | P-800 Yakhont | Nga       | Tên lửa chống hạm siêu âm.Vận tốc 2,5 Mach,tầm bắn 300 km       |                    | Trang bị cho tổ hợp K-300P Bastion-P. |

### Binh chủng Tàu mặt nước

#### Trang bị hiện tại
| Hình ảnh                 | Nước SX      | Tên                                             | Số lượng           | Trọng tải                                 | Dài x Ngang x Mớn nước                     | Động cơ                                                        | Chân vịt  | Công suất                                    | Vận tốc                                                      | Tầm hoạt động               | Thủy thủ đoàn | Đề án                                        | Số hiệu                                                                      |
| Tàu hộ vệ                | Tàu hộ vệ    | Tàu hộ vệ                                       | Tàu hộ vệ          | Tàu hộ vệ                                 | Tàu hộ vệ                                  | Tàu hộ vệ                                                      | Tàu hộ vệ | Tàu hộ vệ                                    | Tàu hộ vệ                                                    | Tàu hộ vệ                   | Tàu hộ vệ | Tàu hộ vệ                                    | Tàu hộ vệ                                                                    |
| ------------------------ | ------------ | ----------------------------------------------- | ------------------ | ----------------------------------------- | ------------------------------------------ | -------------------------------------------------------------- | --------- | -------------------------------------------- | ------------------------------------------------------------ | --------------------------- | --- | -------------------------------------------- | ---------------------------------------------------------------------------- |
| không khung              | Nga          | Gepard                                          | 4                  | 2100 tấn                                  | 102,14 x 13,09 x 3,8m                      | CODOG hai trục                                                 | 2         | 8000 hp, tăng lực 29.300 hp                  | 18 hải lý/h(tiết kiệm), tối đa 28 hải lý/h                   | 5000 hải lý/30 ngày         | 84-103 người | Project 11661E                               | - 011 Đinh Tiên Hoàng - 012 Lý Thái Tổ - 015 Trần Hưng Đạo - 016 Quang Trung |
|                          | Ấn Độ        | Khukri-class corvette                           | 1                  | 1350 tấn                                  | 91.1x10.5 x4.5                             | 2 động cơ Diesel                                               | 2         | 14.400 mã lực                                | 25 hải lí/h ( 50km/h )                                       | 4111 h hải lí               | 79 người |                                              | 26                                                                           |
| Tàu hộ tống săn ngầm     |              |                                                 |                    |                                           |                                            |                                                                |           |                                              |                                                              |                             | |                                              |                                                                              |
| không khung              | Hàn Quốc     | Pohang                                          | 2                  | ~1200 tấn                                 | 88,3×10×2,9                                | CODOG                                                          |           |                                              | tối đa 32 hải lý/h                                           | 4000 hải lý                 | 95 người | Project 949A                                 | 18, 20                                                                       |
| không khung              | Liên Xô      | Petya                                           | 5                  | ~ 1000 tấn                                | 81,8 x 9,2 x 2,9m.                         | CODOG ba trục                                                  | 3         | 6000 hp, tăng lực 30.000 hp                  | tối đa 32 hải lý/h                                           | 4870 hải lý                 | 92 người | Project 159 A/E                              | 09, 11, 13, 15, 17                                                           |
| Tàu tên lửa              |              |                                                 |                    |                                           |                                            |                                                                |           |                                              |                                                              |                             | |                                              |                                                                              |
|                          | Liên Xô      | Osa II                                          | 8                  | 209 tấn                                   | 38,6 x 7,64 x 3,8                          | 3 động cơ Diesel                                               | 3         | 12.000 hp                                    | 40 hải lý/h                                                  | 1.800 hải lý / 5 ngày       | 29 người | Project 205U                                 | Số hiệu: 354, 355, 356, 357, 358, 359, 360, 361.                             |
|                          | Nga          | Tarantul                                        | 4                  | 455 tấn                                   | 56,1 x 10,2 x 2,14m                        | CODOG 2 trục                                                   | 2         | 4000 hp, tăng lực 23.700 hp                  | tối đa 35 hải lý/h                                           | 2400 hải lý                 | 44 người | Project 1241 RE                              | Số hiệu: 371, 372, 373, 374.                                                 |
|                          | Việt Nam     | BPS-500                                         | 1                  | 517 tấn                                   | 62 x 11,2 x 2,5m                           | Diesel MTU kết hợp waterjets                                   | 2         | 19.600 hp                                    | 14 hải lý/h, tối đa 32 hải lý/h                              | 1650 hải lý                 | 28 người | Project 1241.2                               | Số hiệu: 381                                                                 |
|                          | Nga Việt Nam | Molniya                                         | 8                  | 550 tấn                                   | 56,1 x 10,2 x 2,14m                        | CODOG 2 trục                                                   | 2         | 4000 hp, tăng lực 23.700 hp                  | tối đa 35 hải lý/h                                           | 2400 hải lý                 | 44 người | Project 1241.8                               | Số hiệu: 375, 376, 377, 378, 379, 380, 382, 383, 384, 385, 386, 387, 388.    |
| Tàu phóng lôi            |              |                                                 |                    |                                           |                                            |                                                                |           |                                              |                                                              |                             | |                                              |                                                                              |
|                          | Liên Xô      | Turya                                           | 5                  | 250 tấn                                   | 39,6 x 7,6 x 4m                            | 3× Động cơ M503 B2 Diesels                                     | 3         | 15000 hp                                     | tối đa 42 hải lý/h                                           | tối đa 1.450 hải lý         | 30 người | Project 206-M PTF                            | Số hiệu: 331, 332, 333, 334, 335.                                            |
|                          | Liên Xô      | Shershen                                        | 3                  | 172 tấn                                   | 34,08 x 6,72 x 1,46m                       | Diesel                                                         | 3         | 12.500 hp                                    | 45 hải lý/h                                                  | 500 hải lý                  | 24 người | Project 206 Shtorm                           | Số hiệu: 305, 306, 307.                                                      |
| Tàu quét mìn             |              |                                                 |                    |                                           |                                            |                                                                |           |                                              |                                                              |                             | |                                              |                                                                              |
|                          | Liên Xô      | Yurka                                           | 2                  | 519 tấn                                   | 52,1 x 9,6 x 2,65m                         | Diesel M-503                                                   | 2         | 2 x 5000 hp                                  | 16 hải lý/h                                                  | 1500 hải lý/7 ngày          | 56 người (6 sĩ quan) | Project 266 Rubin                            | Số hiệu: 851, 852.                                                           |
|                          | Liên Xô      | Yevgenya                                        | 2                  | 88.5 tấn                                  | 26,13 x 5,9 x 1,3m                         | Diesel 2 trục                                                  | 2         | 2 x 850 hp                                   | 12 hải lý/h                                                  | 300 hải lý/10 ngày          | 10 người | Project 1258 Korund                          | Số hiệu: 815, 816.                                                           |
|                          | Liên Xô      | Sonya                                           | 4                  | 450 tấn                                   | 48,8 x 8.8 x 2,1m                          | Diesel 2 trục                                                  | 2         | 2 x 2400 hp                                  | tối đa 15 hải lý/h                                           | 1500 hải lý                 | 45 người(full) | Project 1265 Yakhont                         | Số hiệu: 861, 862, 863, 864.                                                 |
| Tàu tuần tra             |              |                                                 |                    |                                           |                                            |                                                                |           |                                              |                                                              |                             | |                                              |                                                                              |
|                          | Nga          | Svetlyak                                        | 6                  | 375 tấn                                   | 49,5 x 9,2 x 2,2m                          | Diesel M504                                                    | 3         | 16200 mã lực                                 | 13 hải lý/h, tối đa 30 hải lý/h                              | 2200 dặm                    | 28 người | Projekt 10412                                | Ký hiệu: 261, 263, 264, 265, 266, 267.                                       |
|                          | Việt Nam     | TT-400TP                                        | 6                  | 480 tấn (đầy tải)                         | 54,16 x 9,16 x 2,7m                        | Diesel điện MTU                                                | ?         | 3x4000 kW                                    | tối đa 32 hải lý/h,TB 14 hải lý/h                            | 2500 hải lý                 | 28 người | Project TP400                                | Số hiệu: 272, 273, 274, 275, 276, 277.                                       |
| Tàu đổ bộ                |              |                                                 |                    |                                           |                                            |                                                                |           |                                              |                                                              |                             | |                                              |                                                                              |
|                          | Hoa Kỳ       | USS Chelan County (LST-542)                     | 1                  | 1,651 tấn lúc rỗng, 4,145 tấn lúc đầy     | 100 x15,2 x3 (rỗng), 100 x15,2 x6,78 (đầy) | 2 General Motors 12-567 động cơ diesel, hai trục, bánh lái đôi | 2         | 1700 HP                                      | 12 hải lý/h                                                  | ?                           | 16 sĩ quan, 147 thủy thủ (chở được thêm 110 sĩ quan và lính thủy quân lục chiến cùng xe tăng và 2 xuồng đổ bộ)                          | lớp LST-542                                  | Số hiệu: 501                                                                 |
|                          | Hoa Kỳ       | USS Chelan County (LST-491)                     | 1                  | 1,651 tấn lúc rỗng, 3,698 tấn lúc đầy     | 100 x15 x3 (rỗng), 100 x15 x6,78 (đầy)     | 2 General Motors 12-567 động cơ diesel, hai trục, bánh lái đôi | 2         | 1.700 HP                                     | 12 hải lý/h                                                  | ?                           | 10 sĩ quan, 100 thủy thủ (chở được thêm 140 sĩ quan và lính thủy quân lục chiến cùng xe tăng và 2 xuồng đổ bộ)                          | lớp LST-491                                  | Số hiệu: 503                                                                 |
| Tập tin:Tàu LCU 1466.jpg | Hoa Kỳ       | Tàu lớp LCU-1466                                | 8                  | 183 tấn lúc rỗng, 360 tấn lúc đầy         | 35.8 x 10.36 x 1,83                        | 3 động cơ diesel                                               | 1         | 675 HP                                       | 8 hải lý/h                                                   | 1200 hải lý                 | 14 (chở thêm được 4 xe chở quân hoặc 100 lính thủy quân lục chiến)                                                                      | LCU 1466 (trang bị 2 súng trọng liên 12,7mm) | Số hiệu: 551, 552, 553, 554, 555, 556, 557, 558.                             |
|                          | Hoa Kỳ       | LCM-̟6                                           | 10                 | 34,6 tấn                                  | 17,1 x 4,3 x                               | 2 động cơ diesel Detroit 6-71 hoặc Detroit 8V-71               |           | 348 mã lực (260 kW) hoặc 460 mã lực (340 kW) | 9 hải lý/h (10,3 mph, 16,6 km / h)                           | 240 km                      | 5 người, chở theo 80 lính | LCM-6                                        |                                                                              |
|                          | Hoa Kỳ       | LCM-8                                           | 22                 | 54,4 tấn lúc đầy tải                      | 22,265 x 6,4 x 1,6 m(đầy)                  | 2 động cơ diesel Detroit 12V-71                                |           | 680 mã lực                                   | 12 Hải lý/h (22 km/h) không tải 9 hải lý/h (17 km/h) đầy tải | 190 dặm                     | 4-6 người, chở được theo 1 xe tăng hoặc 200 lính.                                                                                       | LCM-8 (trang bị súng máy Browning M2         |                                                                              |
|                          | Ba Lan       | Tàu lớp LSM Polnocny-B (đề án 771)              | 3                  | 834 tấn lúc rỗng, khoảng 1500 tấn lúc đầy | 73 x 9,02 x 2,3m                           | Diesel 2 trục                                                  | 2         |                                              | 18,4 hải lý/giờ (33 km/h)                                    | 2000 hải lý (16 hải lý/giờ) | 4 sĩ quan cùng 33 thủy thủ (chở thêm 6 xe chiến đấu bộ binh/xe bọc thép chở quân hoặc 5 xe tăng, cùng hơn 300 lính thủy quân lục chiến) | LSM Polnocny                                 | Số hiệu: 511, 512, 513.                                                      |
|                          | Việt Nam     | Tàu lớp Hùng Vương                              | 3 (2 của hải quân) | 600 tấn lúc đầy tải                       |                                            |                                                                |           |                                              |                                                              |                             | chở được 10 xe tăng T54/55 và 36 lính thủy quân lục chiến                                                                               | Hùng Vương                                   | Số hiệu: 521, 522.                                                           |
|                          | Việt Nam     | Tàu đổ bộ Damen Roro 5612                       | 4                  | 600                                       |                                            |                                                                |           |                                              |                                                              |                             | Chức năng vận tải, tiếp tế cho các đảo. Tàu Damen Roro 5612 có thể mang theo các xe thiết giáp hoặc xe bọc thép hạng nặng.              | Damen Roro 5612                              |                                                                              |
| Tàu tuần tiễu            |              |                                                 |                    |                                           |                                            |                                                                |           |                                              |                                                              |                             | |                                              |                                                                              |
|                          | Việt Nam     | Tàu lớp ST-250                                  | 2                  |                                           | 29.5 x 6.7                                 |                                                                | 1         | 1.500 HP x2                                  | 25 hải lý/h                                                  |                             | 9 (chở thêm 10 lính thủy quân lục chiến)                                                                                                | ST-250                                       | Trang bị 2 khẩu súng máy NVS 14,5mm                                          |
| Tàu bệnh viện            |              |                                                 |                    |                                           |                                            |                                                                |           |                                              |                                                              |                             | |                                              |                                                                              |
|                          | Việt Nam     | Tàu bệnh viện Khánh Hòa 561                     | 1                  | 2.068 tấn                                 | 70,62 x 13,22 x 3,5                        | Hai động cơ diesel                                             |           | 4.964 hp                                     | 16 hải lý/h                                                  | 2.500 hải lý/ 45 ngày       | 38 (26 sĩ quan, thủy thủ và 12 cán bộ, nhân viên y tế)                                                                                  | K 123                                        | Số hiệu: 561                                                                 |
| Tàu cứu hộ tàu ngầm      |              |                                                 |                    |                                           |                                            |                                                                |           |                                              |                                                              |                             | |                                              |                                                                              |
|                          | Việt Nam     | Tàu cứu hộ Yết Kiêu 927                         | 1                  | 3.950 tấn                                 | 93,11 x 15,99 x 4,25                       |                                                                |           |                                              | 15,7 hải lý/h                                                | 4.000 hải lý/ 30 ngày       | | RGS 9316                                     | Số hiệu: 927                                                                 |
| Tàu hỗ trợ               |              |                                                 |                    |                                           |                                            |                                                                |           |                                              |                                                              |                             | |                                              |                                                                              |
|                          | Liên Xô      | Tàu kéo hậu cần (Kế hoạch 745) ATA              | 1                  |                                           |                                            |                                                                |           |                                              |                                                              |                             | |                                              |                                                                              |
|                          | Liên Xô      | Tàu Voda (MTV-6/Kế hoạch 561) AWT               | 1                  |                                           |                                            |                                                                |           |                                              |                                                              |                             | |                                              |                                                                              |
|                          | Liên Xô      | Tàu lặn tiếp liệu Nyrat-2 (Kế hoạch 376U) (YDT) | 2                  |                                           |                                            |                                                                |           |                                              |                                                              |                             | |                                              |                                                                              |
|                          |              | Floating drydocks (YFDL)                        | 2                  |                                           |                                            |                                                                |           |                                              |                                                              |                             | |                                              |                                                                              |
|                          | Liên Xô      | PO-2 (Kế hoạch 376) YFL                         | 2                  |                                           |                                            |                                                                |           |                                              |                                                              |                             | |                                              |                                                                              |
|                          | Hoa Kỳ       | Tàu chở dầu ex-US 53-meter (YO)                 | 2                  |                                           |                                            |                                                                |           |                                              |                                                              |                             | |                                              |                                                                              |
|                          | Hoa Kỳ       | Tàu kéo Chaolocco (YTM)                         | 2+                 |                                           |                                            |                                                                |           |                                              |                                                              |                             | |                                              |                                                                              |
|                          |              | Harbor tub (YTL)                                | 9                  |                                           |                                            |                                                                |           |                                              |                                                              |                             | |                                              |                                                                              |
| Tàu huấn luyện           |              |                                                 |                    |                                           |                                            |                                                                |           |                                              |                                                              |                             | |                                              |                                                                              |
|                          | Ba Lan       | Lê Quý Đôn                                      | 1                  | 950 tấn                                   | 67 x 10 x 4m                               | Buồm, động cơ diesel phụ trợ                                   |           | 1196 hp                                      | 12 hải lý/h                                                  | 45 ngày                     | 30 thủy thủ, 80 học viên |                                              | 286 Lê Quý Đôn                                                               |

#### Trang bị từng sử dụng
- Trung Quốc Tàu tên lửa lớp Shantou (sử dụng trong Sự kiện vịnh Bắc Bộ)
- Liên Xô Tàu tên lửa lớp Komar (ngừng sử dụng thập niên 1980)

| Hình ảnh     | Nước sản xuất | Tên                           | Đề án        | Trọng tải           | Dài x Ngang x Mớn nước | Động cơ                                              | Công suất                                                               | Vận tốc                                     | Tầm hoạt động | Thủy thủ đoàn        | Vũ khí | Chú thích                                                                                          |
| Tàu tuần tra | Tàu tuần tra  | Tàu tuần tra                  | Tàu tuần tra | Tàu tuần tra        | Tàu tuần tra           | Tàu tuần tra                                         | Tàu tuần tra                                                            | Tàu tuần tra                                | Tàu tuần tra | Tàu tuần tra         | Tàu tuần tra | Tàu tuần tra                                                                                       |
| ------------ | ------------- | ----------------------------- | ------------ | ------------------- | ---------------------- | ---------------------------------------------------- | ----------------------------------------------------------------------- | ------------------------------------------- | --- | -------------------- | --- | -------------------------------------------------------------------------------------------------- |
|              | Hoa Kỳ        | USS Absecon (AVP-23)          | Lớp Barnegat | 2.800 tấn (đầy tải) | 94,69 x12.52 x 4,09 m  | 2 động cơ diesel Fairbanks-Morse 38D8-1/8-10, 2 trục | Tối đa 6.080 mã lực(4,54 megawatt) 3.540 mã lực (2,64 megawatt) duy trỉ | 18 hải lý/h                                 | 20.000 hải lý (37.040 km) ở tốc độ 12 hải lý/h                                                                         | 200                  | Trang bị năm 1975ː - Pháo 5 inch/38 ly (127 mm) của Hải quân Hoa Kỳ - 2 súng cối 81 ly của Hoa Kỳ Trang bị bổ sung những năm 1980ː - 2 bệ phóng tên lửa hành trình chống hạm SS-N-2 "Styx" của Liên Xô (phía sau) - 4 bệ phóng tên lửa đất đối không SA-N-5 "Grail" của Liên Xô. - 3 pháo 37-mm /63 Liên Xô - bệ pháo đôi 20 mm của Liên Xô | Thu được 1 chiếc năm 1975 Con tàu ngừng hoạt động vào những năm 2000, toàn bộ hệ thống bị tháo dỡ. |
|              | Hoa Kỳ        | USS Forster (DE-334)          | Lớp Edsall   | 72 tấn              | 25,8 x 6,2 x 1,2 m     | MTU 16V2000M94 (x2)                                  | 5.200 HP                                                                | 45 hải lý / giờ (52 dặm / giờ; 83 km / giờ) | - 750 nmi (860 mi; 1.390 km) ở vận tốc 25 hải lý/h - 690 nmi (790 mi; 1.280 km) ở vận tốc 30 hải lý/h                  | 8 chở thêm 10 người  | Trang bị 2 pháo Mk 38 Mod 2 25 mm | Thu được 9 tàu chỉ huy CCB 4 tàu tuần tra CSB năm 1975.                                            |
|              | Hoa Kỳ        | USCGC Point Lomas (WPB-82321) | Lớp Point    | 60 tấn              | 25,25 x 5,36 x 1,80 m  | Động cơ diesel Cummins                               | 2 × 600 mã lực (447 kW)                                                 | 16,8 hải lý (31,1 km / h; 19,3 mph)         | - 577 nmi (1.069 km) ở tốc độ 14,5 kn (26,9 km / h; 16,7 mph) - 1.271 nmi (2.354 km) ở 10,7 kn (19,8 km / h; 12,3 mph) | 2 sĩ quan, 8 binh sĩ | Năm 1961ː 1 khẩu pháo Oerlikon 20 mm Phục vụ tại chiến trường VNː - Súng máy Browning 5 × M2 - Súng cối M29 1 × 81 mm | Thu được 1 chiếc năm 1975, Loại biên năm 1987                                                      |

### Binh chủng Tàu ngầm

#### Trang bị hiện tại
| Hình ảnh | Nước SX                              | Tên               | Số lượng | Trọng tải                                                     | Dài x Ngang x Mớn nước                        | Động cơ     | Chân vịt   | Công suất | Vận tốc                              | Tầm hoạt động                                | Thủy thủ đoàn                  | Phiên bản  | Ghi chú                                                                                            |
| Tàu ngầm | Tàu ngầm                             | Tàu ngầm          | Tàu ngầm | Tàu ngầm                                                      | Tàu ngầm                                      | Tàu ngầm    | Tàu ngầm   | Tàu ngầm  | Tàu ngầm                             | Tàu ngầm                                     | Tàu ngầm                       | Tàu ngầm   | Tàu ngầm                                                                                           |
| -------- | ------------------------------------ | ----------------- | -------- | ------------------------------------------------------------- | --------------------------------------------- | ----------- | ---------- | --------- | ------------------------------------ | -------------------------------------------- | ------------------------------ | ---------- | -------------------------------------------------------------------------------------------------- |
|          | Nga                                  | Kilo              | 6        | 2,300-2,350 tấn (nổi), 3,000-4,000 tấn (lặn)                  | 73,8 x 9,9 x 6,3m                             | Diesel điện | 1 (7 cánh) | 4400 kW   | 10 hải lý/h (nổi), 20 hải lý/h (lặn) | 7.500 hải lý (nổi), 400 hải lý (lặn)/45 ngày | 52 người                       | Kilo 636MV | Số hiệu: 182 Hà Nội 183 TP Hồ Chí Minh 184 Hải Phòng 185 Khánh Hòa 186 Đà Nẵng 187 Bà Rịa Vũng Tàu |
|          | Cộng hòa Dân chủ Nhân dân Triều Tiên | Tàu ngầm lớp Yugo | 2        | - 90 tấn Anh (91 t) tấn khi nổi - 110 tấn Anh (110 t) khi lặn | Chiều dài :20m Sườn ngang: 3,1m Mớn nước 6,5m | Diesel      | 1          |           | 10 hải lý khi nổi 4 hải lí khi lặn   | 550 hải lí khi nổi 50 hải lí khi             | 4 thủy thủ + 6-7 lính đặc công |            | Loại Biên Năm 2012                                                                                 |

### Binh chủng Hải quân đánh bộ

#### Trang bị hiện nay
| Chủ loại                            | Nguồn gốc         | Loại                           |
| Súng bộ binh:                       | Súng bộ binh:     | Súng bộ binh:                  |
| ----------------------------------- | ----------------- | ------------------------------ |
| K-54                                | Liên Xô           | Súng ngắn                      |
| K-59                                | Liên Xô           | Súng ngắn                      |
| Stechkin APS                        | Liên Xô           | Súng ngắn, súng tiểu liên      |
| AK-47                               | Liên Xô           | Súng trường tấn công           |
| AKM                                 | Liên Xô           | Súng trường tấn công           |
| AK-74                               | Liên Xô           | Súng trường tấn công           |
| TAR-21                              | Israel            | Súng trường tấn công           |
| IMI Galatz                          | Israel            | Súng trường tấn công           |
| AKMS                                | Liên Xô           | Phiên bản báng gập của AKM     |
| AKS-74                              | Liên Xô           | Phiên bản báng gập của AK-74   |
| APS                                 | Liên Xô           | Súng trường tấn công dưới nước |
| RPD                                 | Liên Xô           | Súng máy hạng nhẹ              |
| RPK                                 | Liên Xô           | Súng máy hạng nhẹ              |
| RPK-74                              | Liên Xô           | Súng máy hạng nhẹ              |
| IMI Negev                           | Israel            | Súng máy hạng nhẹ              |
| SVD                                 | Liên Xô           | Súng bắn tỉa                   |
| PSL                                 | România           | Súng bắn tỉa                   |
| B41 (RPG-7)                         | Liên Xô           | Súng chống tăng                |
| Matardor                            | Israel            | Súng chống tăng                |
| AGS-17                              | Liên Xô           | Súng phóng lựu                 |
| M79                                 | Hoa Kỳ/ Việt Nam  | Súng phóng lựu                 |
| M32                                 | Nam Phi, Việt Nam | Súng phóng lựu                 |
| Phương tiện cơ giới quân sự hỗ trợ: |                   |                                |
| PT-76                               | Liên Xô           | Xe tăng lội nước               |
| K-63                                | Trung Quốc        | Xe tăng lội nước               |
| BTR-60PB                            | Liên Xô           | Xe bọc thép lội nước           |
| Tàu đổ bộ lớp TCM T-4               | Liên Xô           | Tàu đổ bộ                      |
| Tàu đổ bộ lớp Polnocny              | Ba Lan            | Tàu đổ bộ                      |
| Tàu đổ bộ lớp LST                   | Hoa Kỳ            | Tàu đổ bộ                      |
| Xuồng CQ                            | Việt Nam          | Tàu đổ bộ                      |

### Lực lượng đặc nhiệm hải quân

#### Trang bị hiện nay:
Vũ khí bộ binh:
- Liên Xô Makarov PM Súng ngắn 9x18 mm
- Tiệp Khắc CZ-83 Súng ngắn 9x18mm/9x19mm
- Liên Xô AKM Súng trường tấn công 7,62x39mm
- Liên Xô AKMS Phiên bản báng gập của AKM
- Nga AK-74 Súng trường tấn công 5,45x39mm
- Nga AKS-74 Phiên bản báng gập của AK-74
- Liên Xô APS Súng trường tấn công dưới nước
- Việt Nam CAR-15/M-18 Súng carbine 5,56x45mm
- Liên Xô RPK Súng máy hạng nhẹ 7,62x39mm
- Nga RPK-74 Súng máy hạng nhẹ 5,45x39mm
- Liên Xô SVD Súng bắn tỉa 7,62x54mm
- Nga SVU Súng bắn tỉa 7,62x54mm
- Israel IMI Galatz Súng bắn tỉa 7,62x51mm
- Liên Xô RPG-7V Súng phóng lựu chống tăng (hay còn gọi là B-41)
- Hoa Kỳ M-79 Súng phóng lựu chống bộ binh
- Việt Nam Milkor MGL Súng phóng lựu chống bộ binh.

Phương tiện cơ giới quân sự hỗ trợ:
- Việt Nam Xuồng cao tốc đổ bộ CQ
- Liên Xô Trực thăng vận tải/cứu hộ Mil Mi-171/Mi-17Sh

### Binh chủng Không quân Hải quân
| Ảnh                  | Nước SX    | Tên        | Số lượng   | Nhiệm vụ                                     | Số hiệu                                              |
| Trực thăng           | Trực thăng | Trực thăng | Trực thăng | Trực thăng                                   | Trực thăng                                           |
| -------------------- | ---------- | ---------- | ---------- | -------------------------------------------- | ---------------------------------------------------- |
|                      | Liên Xô    | Ka-27      | 8          | Trực thăng săn ngầm                          | 7520, 7523, 7524, 7525, 7526, 7527                   |
|                      | Liên Xô    | Ka-32      | 1          | Trực thăng vận tải                           | 3552                                                 |
|                      | Pháp       | EC-225     | 2          | Trực thăng vận tải                           | VNT-768, VNT-769                                     |
| Máy bay cánh cố định |            |            |            |                                              |                                                      |
|                      | Canada     | DHC-6-400  | 6          | Máy bay vận tải, tuần thám biển, thả hàng dù | VNT-771, VNT-772, VNT-773, VNT-775, VNT-777, VNT-778 |

### Tên lửa chống hạm
- Liên Xô P-15M Tên lửa chống hạm cận âm
- Liên Xô P-5 Pyatyorka Tên lửa chống hạm siêu âm
- Nga /  Việt Nam Kh-35E/VCM-01 Tên lửa chống hạm cận âm (3000 quả)
- Israel Extra Đạn phản lực có dẫn đường
- Israel Accular Đạn phản lực có dẫn đường
- Nga P-800 Yakhont Tên lửa chống hạm siêu âm (60 quả)
- Nga 3M-54E Tên lửa chống hạm siêu âm, phóng từ tàu ngầm Kilo Project 636M (120 quả)

### Ngư lôi
- Nga VA-111 Shkval Ngư lôi dành cho tàu ngầm lớp Kilo
- Việt Nam ngư lôi cỡ 400mm
- Liên Xô/ Nga 53-65 Ngư lôi dành cho tàu ngầm lớp Kilo, tàu phóng lôi

### Thủy lôi
- Liên Xô /  Việt Nam KMP Thủy lôi chạm nổ chống tàu mặt nước
- Việt Nam UĐM Thủy lôi từ trường chống tàu ngầm và tàu mặt nước.

## Phong tặng
- 2 Huân chương Sao vàng (lần 2 năm 2010) [52]
- Danh hiệu Đơn vị Anh hùng Lực lượng vũ trang nhân dân, Lệnh số 316/KT-HĐNN8, ngày 13 tháng 12 năm 1989. Lần 2 năm 2015.
- 1 Huân chương Sao vàng (thành tích 30 năm xây dựng Quân chủng, Lệnh số 721/KT-HĐNN7 ngày 18 tháng 7 năm 1985).
- 1 Huân chương Hồ Chí Minh (thành tích 20 năm xây dựng trưởng thành và làm nhiệm vụ chiến đấu bảo vệ biên giới Tây Nam, ngày 18 tháng 3 năm 1979).
- 1 Huân chương Độc lập hạng Nhất (nhân kỷ niệm 45 năm ngày thành lập Hải quân nhân dân Việt Nam và thời kỳ Đổi mới), Lệnh số 166/KT-CTN ngày 4 tháng 5 năm 2000.
- 1 Huân chương Độc lập hạng Nhì (thành tích 10 năm xây dựng, chiến đấu và trưởng thành của Quân chủng, Lệnh số 9/LCT ngày 29 tháng 8 năm 1965).
- 1 Huân chương Quân công hạng Nhất (thành tích 40 năm xây dựng và chiến đấu của Quân chủng, Lệnh số 580/KT-CTN ngày 10 tháng 12 năm 1984).
- 1 Huân chương Quân công hạng Nhì (về thành tích xuất sắc trong chiến đấu đánh thắng trận đầu, Lệnh số 31/LCT ngày 7 tháng 8 năm 1964).
- 1 Huân chương Quân công hạng Nhì thành tích làm nhiệm vụ chiến đấu ở Tây Nam và nhiệm vụ quốc tế ở Campuchia, Lệnh số 286/HĐNN7 ngày 20 tháng 3 năm 1983).
- 1 Huân chương Lao động hạng Ba.